# Yangcheon-gu

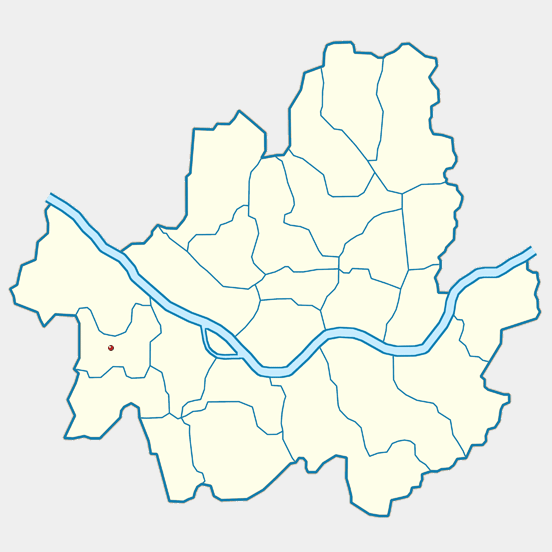
Situation dans Séoul

Yangcheon-gu (hangul : 양천구 ; hanja : 陽川區)) est un arrondissement (gu) de Séoul situé au sud du fleuve Han.  

## Quartiers
Yangcheon est divisé en quartiers (dong) : 